# Гамалея, Платон Яковлевич
Плато́н Я́ковлевич Гамале́я (18 (29) ноября 1766, с. Малютинцы Лубенского полка — 9 (21) июля 1817, имение Лысогоры Борзненского уезда Черниговской губернии) — российский моряк, капитан-командор (1804 год), педагог, переводчик, учёный, почётный член Петербургской академии наук (1801 год), член Российской академии (1808 год) и Свободного экономического общества (1808 год).

## Биография
Платон Гамалея родился в 1766 году в селе Малютинцы Пирятинской первой сотни Лубенского полка (ныне — село Пирятинского района Полтавской области, Украина) в семье бунчукового товарища, Пирятинского городничего и заседателя земского суда в Чернигове Якова Гамалии и его жены Екатерины (в девичестве — Мандрик). Он происходил из старинного казацко-старшинского рода Гамалей.
Платон учился в Киевской академии (1772—1779) и с 1779 года — в Морском кадетском корпусе в Кронштадте, который закончил в 1784 году первым в выпуске мичманом. Во время учёбы в 1782—1783 годах проходил морскую практику на линейном корабле «Святой Георгий Победоносец» в эскадре В. Я. Чичагова на Средиземном море.
П. Я. Гамалея служил на Балтийском флоте, начав службу на корабле «Иоанн Богослов». В 1785 году назначен состоять при Кронштадтском порте, а в 1786 году зачислен в состав планируемой первой русской кругосветной экспедиции под командованием Г. И. Муловского. Уже полностью готовая экспедиция не состоялась из-за начала войны. В январе 1788 года лейтенант П. Я. Гамалея был зачислен офицером в Морской кадетский корпус, но с началом кампании 1788 года направлен на линейный корабль «Ростислав», в команде которого принимал участие в русско-шведской войне 1788—1790 годов. Отличился в Гогландском сражении, командуя орудиями верхнего дека. С 1789 года служил на гребной флотилии принца К. Г. Нассау-Зигена: командир коттера (катера) «Кречет», командир полупрама «Леопард», командир отряда гребных канонерских лодок. Участвовал в Первом Роченсальмском, Выборгском и Втором Роченсальмском сражениях (в последнем из них был тяжело ранен и взят в плен).
После окончания войны П. Я. Гамалея вернулся в Морской кадетский корпус. Там с 1791 года Платон Яковлевич исполнял обязанности ротного командира и преподавателя, с 1795 года — инспектора классов. Автор пособий и исследований по математике, механике, физике, навигации, судовождению, теории кораблестроения, истории флота, и так далее. Среди его воспитанников был будущий адмирал Михаил Лазарев.
В 1804 году был издан четырёхтомный капитальный труд профессора Петербургского Училища корабельной архитектуры Платона Гамалея «Высшая теория морского искусства», в котором он развил и существенно дополнил учение Эйлера о теории корабля.
В 1805 году П. Я. Гамалея был назначен членом Адмиралтейства. Действительный член Петербургской академии наук и член Императорского Вольного экономического общества (1808). В 1809 году ушёл в длительный отпуске по болезни. В 1811 году был освобождён от должности (с вознаграждением усиленным пенсионном).
В 1816 году он был назначен непременным членом государственного адмиралтейского департамента.
Платон Яковлевич Гамалея умер 21(9) июля 1817 года в имении Лысогоры Борзненского уезда Черниговской губернии (ныне — село Ичнянского района Черниговской области, Украина). Могила его после Октябрьской революции была утрачена, однако в 1973 году обнаружена и восстановлена, а несколько позднее силами преподавателей и студентов Николаевского судостроительного техникума на ней был установлен надгробный памятник.
Его брат Елисей также посвятил свою жизнь флоту.

## Награды
- Орден святой Анны II степени (1800)
- Орден святой Анны III степени (1798)
- Орден святого Владимира III степени (1811)

## Память
В 1805 году именем Платона Гамалеи российский мореплаватель И. Ф. Крузенштерн назвал рог на острове Хонсю в Японском море, а в 1966 году в его честь были названы скалы в Антарктиде на Земле Королевы Мод.